# Dézsi Darinka
Dézsi Darinka (Kunhegyes, 1987. július 17. –) magyar színésznő.

## Életpályája
Kunhegyesen született, 1987. július 17-én. 2009-ben végzett a Shakespeare Színművészeti Akadémián, színész szakon. Szerepelt Székesfehérváron a Vörösmarty Színházban, Budapesten a Laboratorium Animae Társulattal, a Kazán István Kamaraszínház, a József Attila Színház és a Hókirálynő Meseszínpad előadásain. A carPEDIGnem együttes énekesnője. A formációt 2014-ben hozta létre férjével Karap Zoltánnal. 2015-től a nyíregyházi Móricz Zsigmond Színház társulatának tagja. 2019 nyarán alakult meg az Orpheum Madams, amely koncertjein a swing-korszak dalait népszerűsíti. A formáció három énekesnője: Dézsi Darinka, Maródi Tímea és Kindrusz Emese.

## Fontosabb színházi szerepei
- William Shakespeare: Macbeth... Lady MacDuff
- William Shakespeare: Rómeó és Júlia... Júlia
- Carlo Goldoni: Mirandolina... Dejanira (színésznő)
- Gotthold Ephraim Lessing: Emilia Galotti... Emilia Galotti
- Anton Pavlovics Csehov: A manó... Julja Sztyepanovna
- Georges Feydeau: A balek (A hülyéje)... Clotilde
- Neil Simon: Édes Charity... Jennifer; Hivatalnoknő
- Claude Magnier: Oscar... Colette, Barnier lánya
- Michael Frayn: Függöny fel!... Michael Frayn
- Patricia Resnick – Dolly Parton: 9-től 5-ig... Kathy
- Josep Maria Benet: Színésznők... Lány
- Jókai Mór: Szaffi... Szaffi
- Herczeg Ferenc: Bizánc... Anna (udvarhölgy)
- Karinthy Frigyes: Tanár úr kérem!... Lány
- Szente Vajk: Legénybúcsú... Daisy, a callgirl
- Quintus Konrád – Lázár Balázs: Pantalone házassága (Commedia dell'arte)... Isabella
- Dés László – Geszti Péter – Békés Pál: A dzsungel könyve... Tuna
- John Kander – Fred Ebb: Chicago... Annie
- Eric Idle – John Du Prez: Spamalot, avagy a Gyalog galopp musical... Tó úrnője
- E. T. A. Hoffmann – Gothár Péter – Selmeczi György – Kapecz Zsuzsa: Diótörő herceg... Marika
- Tracy Letts: Augusztus Oklahomában... Johnna Moneveta
- Rubin – Tim Minchin: Idétlen időkig (Grundhog day)... Nancy Taylor
- Csukás István: Ágacska... Ágacska
- Szörévy Gábor: Varázserdő meséi... Gőgös Kata
- Szilvási Dani: Bármia... Panni
- Henry Lewis – Jonathan Sayer, Henry Shields: Ma este megbukunk... szereplő

## Filmek, tv
- William Shakespeare: Macbeth (színházi előadás tv-felvétele, 2019)
- Mentés Másképp (2021)... Dóra